# Neve sottile
Neve sottile (Sasame Yuki) è un romanzo di Jun'ichirō Tanizaki edito nel 1948. In Italia è pubblicato da Guanda editore.

## Trama
Neve sottile è la storia delle quattro sorelle Makioka, intente a trovare un marito per la sfortunata terzogenita Yukiko.
Appartenente alla borghesia di Osaka, la famiglia Makioka si dimostra ancorata alle proprie tradizioni. Il contesto storico è quello del secondo conflitto mondiale, e più precisamente degli anni della guerra con la Cina, fra il 1936 ed il 1942. Yukiko dimostra una forte insofferenza alla tradizione dell'omiai, la pratica di incontri combinati dalle famiglie dei futuri sposi per far conoscere l'un l'altra. Nel corso della narrazione ce ne saranno cinque.

## Struttura e tematiche
È stato osservato come il tema trattato fosse di poca rilevanza rispetto a temi più pressanti che altri autori trattarono durante gli anni del conflitto mondiale, tuttavia la poetica di Tanizaki, attenta alla tradizione giapponese e all'indagine di costume, annota questa vicenda prettamente femminile fornendo al lettore un racconto che affonda le proprie radici nella letteratura classica giapponese. La struttura procede per analogie, tanto che le sezioni del romanzo sono leggibili anche in modo autonomo.

## Adattamento cinematografico
Nel 1983 Kon Ichikawa ha realizzato un film (Sasame Yuki) tratto dal romanzo.

## Edizioni
- Jun'ichirō Tanizaki, Neve sottile, collana Le Fenici tascabili, traduzione di O. Ceretti Borsini, Guanda, 2009,  p. 520, ISBN 88-8246-944-1.